# Kiri Te Kanawa

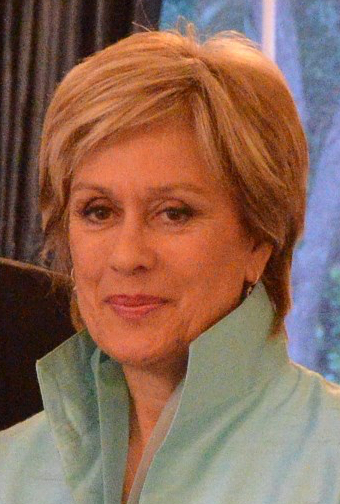
Kiri Te Kanawa (2013)

Dame Kiri Te Kanawa, CH, DBE, ONZ (* 6. März 1944 als Claire Mary Teresa Rawstron in Gisborne, Neuseeland), ist eine neuseeländische Opernsängerin (Sopran).

## Leben
Kiri Te Kanawa ist Neuseeländerin mit irischer Mutter und Māori-Vater, die als Adoptivkind in der Familie Te Kanawa aufwuchs, in der der Vater ebenfalls Māori und die Mutter ebenfalls irischer Abstammung war. Bei Schwester Maria Leo erhielt Kiri Te Kanawa ersten Gesangsunterricht in Auckland. Einige Jahre später gewann sie im australischen Melbourne einen Gesangswettbewerb und konnte daraufhin zum Gesangsstudium nach London reisen. Ihre erste kleinere Rolle erhielt sie in London in der Zauberflöte von Wolfgang Amadeus Mozart. Im Jahre 1969 sang sie ihren ersten Hauptrollenpart: die Elena in Gioachino Rossinis La donna del lago. Ihr Debüt am Royal Opera House in Covent Garden gab sie 1970 als Xenia in Boris Godunow. Im Laufe der nächsten Jahre sang sie an allen großen Opernbühnen der Welt. Ihr Metropolitan-Opera-Debüt kam 1974 durch die Erkrankung der Sängerin Teresa Stratas zustande. Innerhalb von nur wenigen Stunden musste sie sich auf die Rolle der Desdemona in Giuseppe Verdis Otello vorbereiten. Bei den Salzburger Festspielen 1979 sang sie die Gräfin in Le nozze di Figaro unter Herbert von Karajan und Bernhard Klee. Im Jahre 1979 erschien eine Filmversion von Don Giovanni.
Auch als Liedinterpretin machte sich Te Kanawa einen Namen. Zu ihrem Konzertrepertoire gehören Lieder von Henry Purcell genauso wie von Richard Strauss oder Franz Liszt.
Auf der Hochzeit von Prinz Charles und Prinzessin Diana sang sie 1981 in der St Paul’s Cathedral in London.
Im Jahre 1984 wurde sie auch einem breiteren Publikum über die Grenzen der Oper hinweg bekannt, als Leonard Bernstein ihr die Rolle der Maria in seiner einzigen Studioeinspielung der West Side Story gab. Josep Carreras sang an ihrer Seite die Rolle des Tony. Bernstein besetzte das Orchester mit Jazzmusikern und wählte die seiner Meinung nach besten Stimmen für die Rollen des Musicals aus. Über die Schallplattenaufnahme entstand ein Dokumentarfilm.
Im Jahre 1991 sang Kiri Te Kanawa mit World in Union die Hymne zur Rugby-WM. Die Single erreichte Platz 4 in den britischen Charts und Platz 5 in Irland. Im Jahr 1991 sang sie als Solistin bei der Aufführung und Aufnahme des Liverpool Oratorio von Paul McCartney und Carl Davis in der Liverpool Cathedral mit (etwa am Anfang des Songs The World You’e Coming Into). Die University of Waikato verlieh ihr 1996 die Ehrendoktorwürde. Von der University of Cambridge erhielt sie 1997 einen Ehrendoktor.
Im August 2009 verkündete sie das Ende ihrer Opernkarriere. Ihre letzte Vorstellung gab sie am 17. April 2010 am Opernhaus Köln als Marschallin im Rosenkavalier von Richard Strauss. Am 4. September 2012 gab sie ein Galakonzert in Jaroměřice nad Rokytnou. Im April 2013 trat sie in einer Wiederaufnahmeserie der Donizetti-Oper La fille du régiment als Duchesse de Crakentorp an der Wiener Staatsoper auf. Diese pointierte Rolle verkörperte sie im selben Jahr auch an der Met. In der vierten Staffel der britischen TV-Serie Downton Abbey erschien sie bald darauf in einer Gastrolle, in der sie die australische Sopranistin Nellie Melba verkörperte.
2019 wurde das mehr als 2100 Sitzplätze umfassende Kiri Te Kanawa Theatre im Aotea Centre in Auckland nach ihr benannt.

## Diskografie

### Alben
| Jahr | Titel                                                         | Höchstplatzierung, Gesamtwochen, AuszeichnungChartplatzierungen (Jahr, Titel, Platzierungen, Wochen, Auszeichnungen, Anmerkungen) | Höchstplatzierung, Gesamtwochen, AuszeichnungChartplatzierungen (Jahr, Titel, Platzierungen, Wochen, Auszeichnungen, Anmerkungen) | Höchstplatzierung, Gesamtwochen, AuszeichnungChartplatzierungen (Jahr, Titel, Platzierungen, Wochen, Auszeichnungen, Anmerkungen) | Höchstplatzierung, Gesamtwochen, AuszeichnungChartplatzierungen (Jahr, Titel, Platzierungen, Wochen, Auszeichnungen, Anmerkungen) | Anmerkungen                                             |
| Jahr | Titel                                                         | DE | UK | US | NZ | Anmerkungen                                             |
| ---- | ------------------------------------------------------------- | --- | --- | --- | --- | ------------------------------------------------------- |
| 1979 | Strauss: Four Last Songs – Orchestra Songs                    | — | — | — | NZ25 (2 Wo.)NZ | mit Andrew Davis und London Symphony Orchestra          |
| 1983 | A Royal Occasion …                                            | — | — | — | NZ47 (1 Wo.)NZ |                                                         |
| 1983 | Verdi and Puccini Arias                                       | — | — | — | NZ11 Platin · (15 Wo.)NZ | mit John Pritchard und London Philharmonic Orchestra    |
| 1985 | West Side Story                                               | — | UK11 (32 Wo.)UK | — | — | mit Leonard Bernstein und José Carreras                 |
| 1985 | Blue Skies                                                    | — | UK40 Gold · (29 Wo.)UK | US136 (16 Wo.)US | — | mit Nelson Riddle and His Orchestra                     |
| 1986 | Highlights from West Side Story                               | — | UK72 (6 Wo.)UK | — | NZ42 (2 Wo.)NZ | mit Leonard Bernstein und José Carreras                 |
| 1986 | South Pacific                                                 | — | UK5 (24 Wo.)UK | — | — | mit José Carreras, Sarah Vaughan und Mandy Patinkin     |
| 1986 | Christmas with Kiri                                           | — | UK47 Gold · (4 Wo.)UK | — | — | mit Carl Davis                                          |
| 1987 | Kiri Sings Gershwin                                           | — | — | — | NZ9 (11 Wo.)NZ | mit John McGlinn und The New Princess Theater Orchestra |
| 1987 | My Fair Lady                                                  | — | UK41 (12 Wo.)UK | — | — | mit Jeremy Irons                                        |
| 1988 | Kiri                                                          | — | UK16 Gold · (7 Wo.)UK | — | NZ14 Gold · (6 Wo.)NZ | Charteintritt in NZ erst im November 1989               |
| 1990 | Kiri’s Homecoming                                             | — | — | — | NZ15 (4 Wo.)NZ |                                                         |
| 1991 | Heart to Heart                                                | — | — | — | NZ3 Gold · (13 Wo.)NZ | mit Malcolm McNeill                                     |
| 1992 | The Essential Kiri                                            | — | UK23 Silber · (10 Wo.)UK | — | — |                                                         |
| 1992 | Kiri Sidetracks: The Jazz Album                               | — | UK73 (1 Wo.)UK | — | — | mit André Previn, Ray Brown und Mundell Lowe            |
| 1994 | Kiri: A 50th Birthday Celebration of Her Greatest Hits – Live | — | — | — | NZ26 (5 Wo.)NZ |                                                         |
| 1995 | Christmas with Kiri Te Kanawa                                 | — | UK91 (1 Wo.)UK | — | — | Aufnahme: Coventry Cathedral, 3. Dezember 1994          |
| 1996 | Classic Christmas Album                                       | DE48 (4 Wo.)DE | — | — | — | mit Domingo und Pavarotti                               |
| 1999 | Maori Songs                                                   | — | — | — | NZ4 ×3Dreifachplatin · (32 Wo.)NZ                                                                                                 | mit Māori (Chor)                                        |
| 2004 | The Gala Concert                                              | — | — | — | NZ23 Gold · (6 Wo.)NZ | Dame Kiri und Friends mit The Auckland Philharmonia     |

Weitere Alben
- 1991: Best Of Domingo, Te Kanawa And Pavarotti (UK: Gold)
- 1997: French Songs and Arias (EMI Classics Red Line)
- 1997: Kiri sings Berlin (EMI Classics)

### Singles
| Jahr | Titel Album      | Höchstplatzierung, Gesamtwochen, AuszeichnungChartplatzierungen (Jahr, Titel, Album, Platzierungen, Wochen, Auszeichnungen, Anmerkungen) | Höchstplatzierung, Gesamtwochen, AuszeichnungChartplatzierungen (Jahr, Titel, Album, Platzierungen, Wochen, Auszeichnungen, Anmerkungen) | Höchstplatzierung, Gesamtwochen, AuszeichnungChartplatzierungen (Jahr, Titel, Album, Platzierungen, Wochen, Auszeichnungen, Anmerkungen) | Höchstplatzierung, Gesamtwochen, AuszeichnungChartplatzierungen (Jahr, Titel, Album, Platzierungen, Wochen, Auszeichnungen, Anmerkungen) | Anmerkungen                                             |
| Jahr | Titel Album      | DE | UK | US | NZ | Anmerkungen                                             |
| ---- | ---------------- | --- | --- | --- | --- | ------------------------------------------------------- |
| 1991 | World in Union – | — | UK4 (11 Wo.)UK | — | NZ10 (7 Wo.)NZ | Titellied der ITV-Sendungen zur Rugby-Weltmeisterschaft |